# آرامگاه بابا پیر محمد بن انصاری
بقعه بابا پیر محمد بن انصاری مربوط به دوره صفوی - دوره قاجار است و در شهرستان اصفهان، روستای دشتی واقع شده و این اثر در تاریخ ۲۳ شهریور ۱۳۸۲ با شمارهٔ ثبت ۱۰۲۲۸ به‌عنوان یکی از آثار ملی ایران به ثبت رسیده است.